# Tom Fillingham
Thomas Fillingham, più conosciuto con il diminutivo Tom Fillingham (Bulwell, 6 settembre 1904 – Bulwell, 1º maggio 1960) è stato un calciatore inglese, di ruolo difensore.

## Caratteristiche tecniche
Era un difensore centrale.

## Carriera
Dopo aver giocato per diversi anni a livello dilettantistico, nel 1928 viene tesserato dal Birmingham City, club della prima divisione inglese; nei primi anni di permanenza nel club è sostanzialmente una riserva di George Morrall, ma col passare del tempo inizia a conquistarsi un posto da titolare tanto che, al termine della stagione 1937-1938, quando lascia il club ha totalizzato complessivamente 183 presenze e 8 reti nella prima divisione inglese, giocando tra l'altro anche nella finale (persa contro il West Bromwich della FA Cup 1930-1931). Trascorre poi una stagione in terza divisione con l'Ipswich Town (la prima nella storia del club nei campionati della Football League), nella quale realizza una rete in 29 presenze. A fine anno, complice anche l'interruzione dei campionati dovuta alla Seconda guerra mondiale, si ritira all'età di 35 anni.